# Pizzo Solögna
Pizzo Solögna är en bergstopp i Schweiz.   Den ligger i distriktet Vallemaggia och kantonen Ticino, i den sydöstra delen av landet, 100 km sydost om huvudstaden Bern. Toppen på Pizzo Solögna är 2 698 meter över havet, eller 289 meter över den omgivande terrängen. Bredden vid basen är 1,4 km.
Terrängen runt Pizzo Solögna är huvudsakligen mycket bergig. Runt Pizzo Solögna är det mycket glesbefolkat, med 5 invånare per kvadratkilometer.. Närmaste större samhälle är Cevio, 10,8 km sydost om Pizzo Solögna. 
I omgivningarna runt Pizzo Solögna växer i huvudsak blandskog.